# О’Лафлин, Алекс
Алекса́ндр О’Ла́флин (англ. Alexander O’Loughlin), известный также (до смены фамилии), как О’Ло́клин (англ. O’Lachlan) — австралийский актёр, известный ролями детективов: Кевина Хайатта в телесериале «Щит», Мика Сент-Джона (в этом случае, вампира-детектива) в мистическо-драматическом сериале «Лунный свет» и Стива Макгарретта в телесериале «Гавайи 5.0».

## Биография
Александр О’Лахлан (англ. Alexander O’Lachlan), встречается как О’Локлин; по достижении совершеннолетия сменил на более благозвучное О’Лафлин (англ. O'Loughlin, в честь деда) родился 24 августа 1976 года (разные информационные ресурсы приводят различные годы: 1975, 1976, 1977, 1978 в Канберре, Австралия. В 2002 году О’Лафлин закончил Национальный институт драматических искусств NIDA (от англ. National Institute of Dramatic Art) в Сиднее, после чего несколько лет играл в театральных постановках. Первую роль Алекс получил в вышедшем в 2004 году фильме «Устричный фермер», а за роль в австралийском сериале о Мэри Брайант, О’Лафлин был несколько раз номинирован на лучшего актера (AFI Award, Logie Award). В 2005 году О’Лафлин попробовал себя в качестве сценариста и кинопродюсера в фильме «Вскармливание», где сыграл так же одну из ведущих ролей.
В феврале 2010 года О’Лафлин подписал контракт с CBS на участие в их новом проекте — «Гавайи 5.0» (это третий совместный проект, до этого были: «Лунный свет» и «Три реки»), где Алекс сыграет роль детектива, главы убойного отдела полиции штата Гавайи. Весной 2010 года в прокат вышла романтическая комедия «План Б», где главные роли исполнили Дженнифер Лопес и О’Лафлин.

## Личная жизнь
У О’Лафлина есть сын Саксон (англ. Saxon), родившийся в 1998 году, от предыдущих отношений. С 2005 года по 2009 год встречался с австралийской моделью и исполнительницей поп-музыки Холли Вэланс.
В январе 2012 года Алекс начал встречаться с фотомоделью Малией Джонс. 23 августа 2012 года стало известно, что пара ожидает появления своего первенца. Джонс родила сына Лиона О’Лафлина (англ. Lion O'Loughlin) 25 октября того же года.
18 апреля 2014 года О’Лафлин женился на Малии Джонс на Гавайях.
О’Лафлин, Джонс и их три сына (их общий сын Лион, сын Алекса Саксон и сын Малии от предыдущих отношений Спайк) в настоящее время живут на Гавайях, где Алекс снимается в телесериале.

## Фильмография
| Год       |   | Русское название                      | Оригинальное название                 | Роль                                      |
| --------- | - | ------------------------------------- | ------------------------------------- | ----------------------------------------- |
| 2004      | ф | Устричный фермер                      | Oyster Farmer                         | Джек (англ. Jack Flange)                  |
| 2005      | ф | Леший                                 | Man-Thing                             | Эрик Фрейзер (англ. Eric Fraser)          |
| 2005      | с | Удивительное путешествие Мэри Брайант | The Incredible Journey of Mary Bryant | Уилл Брайант (англ. Will Bryant)          |
| 2005      | ф | Вскармливание                         | Feed                                  | Майкл Картер (англ. Michael Carter)       |
| 2007      | ф | Невидимый                             | The Invisible                         | Маркус Боэм (англ. Marcus Bohem)          |
| 2007      | ф | Август Раш                            | August Rush                           | Маршалл Коннели (англ. Marshall Connelly) |
| 2007      | с | Щит                                   | The Shield                            | Кевин Хайатт (англ. Kevin Hiatt)          |
| 2007—2008 | с | Лунный свет                           | Moonlight                             | Мик Сент-Джон (англ. Mick St. John)       |
| 2009      | с | Мыслить как преступник                | Criminal Minds                        | Винсент (англ. Vincent)                   |
| 2009      | ф | Белая мгла                            | Whiteout                              | Рассел Хэйден (англ. Russell Haden)       |
| 2009—2010 | с | Три реки                              | Three Rivers                          | Энди Яблонски (англ. Andy Yablonski)      |
| 2010      | ф | План Б                                | The Back-up Plan                      | Стэн (англ. Stan)                         |
| 2010—2020 | с | Гавайи 5.0                            | Hawaii Five-0                         | Стив Макгарретт (англ. Steve McGarrett)   |

## Номинации и награды
- За роль Уилла в сериале 2005 года «Удивительное путешествие Мэри Брайант» Алекс был номинирован на премию AFI от австралийской киноакадемии (англ. Australian Film Institute Awards) в номинации лучший актёр на телевидении (англ. Best Lead Actor in Television)[13].
- В 2006 году за ту же роль Алекс был номинирован на австралийской неделе телевидения Logie Awards в категории лучший актёр драматического сериала (англ. Most Outstanding Actor in a Drama Series)[14].